# Tarkus
Cet article concerne l'album. Pour les autres significations, voir Tarkus (homonymie).
Albums de Emerson, Lake and Palmer
Emerson, Lake and Palmer
(1970) Pictures at an Exhibition
(1971)
Albums studio par Emerson, Lake and Palmer
Emerson, Lake and Palmer
(1970) Trilogy
(1972)
Singles
1. Stones of Years/A Time and a Place
Sortie : 1971

Tarkus est le deuxième album studio du groupe de rock progressif Emerson, Lake and Palmer. Il est publié le 14 juin 1971 par Island (en Europe) et Atlantic (aux États-Unis). Il est produit par Greg Lake.

## Histoire
L'album faillit ne jamais voir le jour, puisqu'au début Greg Lake refuse de jouer la pièce homonyme la trouvant trop peu accessible, au risque de quitter le groupe, mais à force de discussions, Keith Emerson réussit à le convaincre de tenter l'expérience. 
La suite Tarkus, qui dure plus de 20 minutes, occupe l'intégralité de la première face du 33 tours. Elle décrit l'histoire d'une créature mi-tatou, mi-char de combat, qui affronte une manticore dans un duel épique. La pochette de l'album, œuvre de William Neal (en), représente le Tarkus.
La chanson The Only Way (Hymn) reprend, respectivement à l'orgue d'église et au piano, la Toccata en fa majeur (BWV 540) et le Prélude en ré mineur (BWV 851) de Jean-Sébastien Bach.
La chanson Are You Ready Eddy?, est dédiée à l'ingénieur Eddy Offord[réf. nécessaire].
L'album est réédité en 2012 dans une version comprenant deux CD et deux DVD, remixé par Steven Wilson avec du matériel inédit, dont les titres Mass dans une version alternative, Oh My Father et Unknown Ballad, ces deux dernières n'ayant jamais vu le jour auparavant.
L'album atteint la 1re place des charts britanniques et la 9e des charts américains du Billboard 200. Il est certifié disque d'or aux États-Unis.

## Titres
Tous les titres sont arrangés et dirigés par Emerson, Lake, Palmer.

### Version vinyle (1971)
D'après la pochette et les étiquettes des faces du vinyle :
| Face A (Tarkus) | Face A (Tarkus)           | Face A (Tarkus) | Face A (Tarkus) | Face A (Tarkus) | Face A (Tarkus) | Face A (Tarkus) | Face A (Tarkus) | Face A (Tarkus) | Face A (Tarkus) |
| No              | Titre                     | Auteur          | Durée           |                 |                 |                 |                 |                 |                 |
| --------------- | ------------------------- | --------------- | --------------- | --------------- | --------------- | --------------- | --------------- | --------------- | --------------- |
| 1.              | Eruption (instrumental)   | Emerson         | 2:43            |                 |                 |                 |                 |                 |                 |
| 2.              | Stones of Years           | Emerson / Lake  | 3:43            |                 |                 |                 |                 |                 |                 |
| 3.              | Iconoclast (instrumental) | Emerson         | 1:16            |                 |                 |                 |                 |                 |                 |
| 4.              | Mass                      | Emerson / Lake  | 3:09            |                 |                 |                 |                 |                 |                 |
| 5.              | Manticore (instrumental)  | Emerson         | 1:49            |                 |                 |                 |                 |                 |                 |
| 6.              | Battlefield               | Lake            | 3:57            |                 |                 |                 |                 |                 |                 |
| 8.              | Aquatarkus (instrumental) | Emerson         | 3:54            |                 |                 |                 |                 |                 |                 |
| 20:31           |                           |                 |                 |                 |                 |                 |                 |                 |                 |

| 1. | Jeremy Bender                              | Emerson / Lake          |                                                              | 1:41 |
| 2. | Bitches Crystal                            | Emerson / Lake          |                                                              | 3:54 |
| 3. | The Only Way (Hymn)                        | Emerson / Lake          | J.S. Bach : Toccata en fa majeur et Prélude nº6 en ré mineur | 3:50 |
| 4. | Infinite Space (Conclusion) (instrumental) | Emerson / Palmer        |                                                              | 3:18 |
| 5. | A Time and a Place                         | Emerson / Lake / Palmer |                                                              | 3:00 |
| 6. | Are You Ready, Eddy?                       | Emerson / Lake / Palmer |                                                              | 2:09 |

### Version CD (2012)
D'après le livret du CD : 
| 1.  | Tarkus (pour les détails des parties, voir la face A du vinyle)         | Emerson / Lake          | 20:45 |
| 2.  | Jeremy Bender                                                           | Emerson / Lake          | 1:56  |
| 3.  | Bitches Crystal                                                         | Emerson / Lake          | 3:59  |
| 4.  | The Only Way (Hymn) (voir les extraits de Bach sur la face B du vinyle) | Emerson / Lake          | 3:47  |
| 5.  | Infinite Space (Conclusion) (instrumental)                              | Emerson / Palmer        | 3:22  |
| 6.  | A Time and A Place                                                      | Emerson / Lake / Palmer | 3:02  |
| 7.  | Are You Ready, Eddy?                                                    | Emerson / Lake / Palmer | 2:12  |
| 8.  | Oh, My Father                                                           | Lake                    | 4:06  |
| 9.  | Unknow Ballad                                                           | Emerson, Lake, Palmer   | 3:04  |
| 10. | Mass (version alternative)                                              | Emerson / Lake          | 4:30  |

## Musiciens
D'après le livret accompagnant l'album :
- Keith Emerson - orgue Hammond, orgue de l'Église Saint-Marc, piano, célesta, synthétiseur Moog
- Greg Lake - basse, guitare acoustique et électrique, chant
- Carl Palmer - batterie, percussions

## Charts et certifications
| Pays         | Durée du classement | Meilleur classement |
| ------------ | ------------------- | ------------------- |
| Allemagne    | 7 semaines          | 4e                  |
| Belgique (W) | 1 semaine           | 133e                |
| Canada       | 32 semaines         | 12e                 |
| États-Unis   | 26 semaines         | 9e                  |
| Italie       | -                   | 1er                 |
| Norvège      | 19 semaines         | 7e                  |
| Pays-Bas     | 6 semaines          | 6e                  |
| Royaume-Uni  | 18 semaines         | 1er                 |

| Pays       | Certification | Ventes    | Date      |
| ---------- | ------------- | --------- | --------- |
| États-Unis | Or            | 500 000 + | 26/8/1971 |